# 杉石
杉石（すぎせき)は、欧米諸国でスギライト (Sugilite)、ルブライト (Lavulite)、ローヤルアゼール (Royal Azel)と呼ばれ、鉱物（ケイ酸塩鉱物）の一種。化学組成は (K,Na)(Na,H2O)2(Fe3+,Ca,Na,Ti,Fe,Mn)2(Al,Fe3+)Li2Si12O30、結晶系は六方晶系。大隅石グループの鉱物。
日本の愛媛県岩城島で杉健一らにより1944年に調査・採取され、1974年に国際鉱物学連合(国際新鉱物命名委員会IMA＃1974-060)が新鉱物として認定。最初に発見し、新鉱物として申請した岩石学者村上允英の師でもあった杉に因み命名された。

## 産出地
産出量が多いのは南アフリカ共和国 ケープ州のウェッセルズ鉱山（現在の北ケープ州）で、他に日本（愛媛県・岩城島と砥部町・古宮鉱山）、イタリア リグーリア州・トスカーナ州、オーストラリア ニューサウスウェールズ州、インド マディヤ・プラデーシュ州、中央アジア 天山山脈などでも産出される。

## 性質・特徴
モース硬度は5.5-6.5。比重は2.74-2.79。
最初に発見された日本産はうぐいす色だったが、宝石として用いられるのはピンク、紫系の色。紫色の彩色はマンガンに起因する。南アフリカ産の一部はマンガンよりアルミニウムが卓越しており、新鉱物の可能性が指摘されていたが、2019年にイタリア産の分析から、アルミノ杉石（Aluminosugilite, KNa2Al2Li3Si12O30）が新種記載された。

## 用途・加工法
ルースとしての需要があり、杉石を使った装飾品が作られている。チャロアイト、ラリマーとともに世界三大ヒーリングストーンの一つとされ、パワーストーン愛好家に人気がある。

## ギャラリー

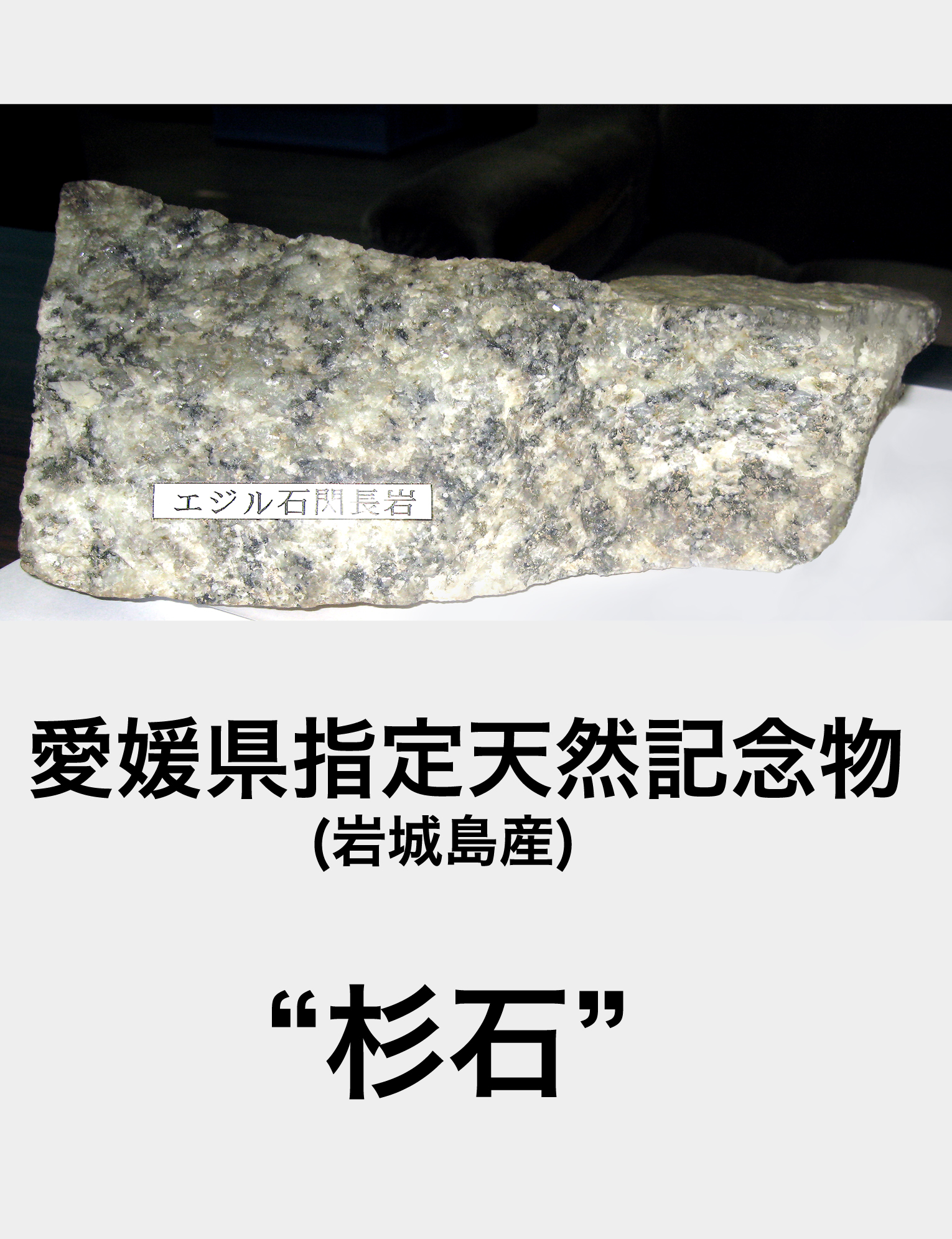
岩城島教育委員会所蔵 (愛媛県)
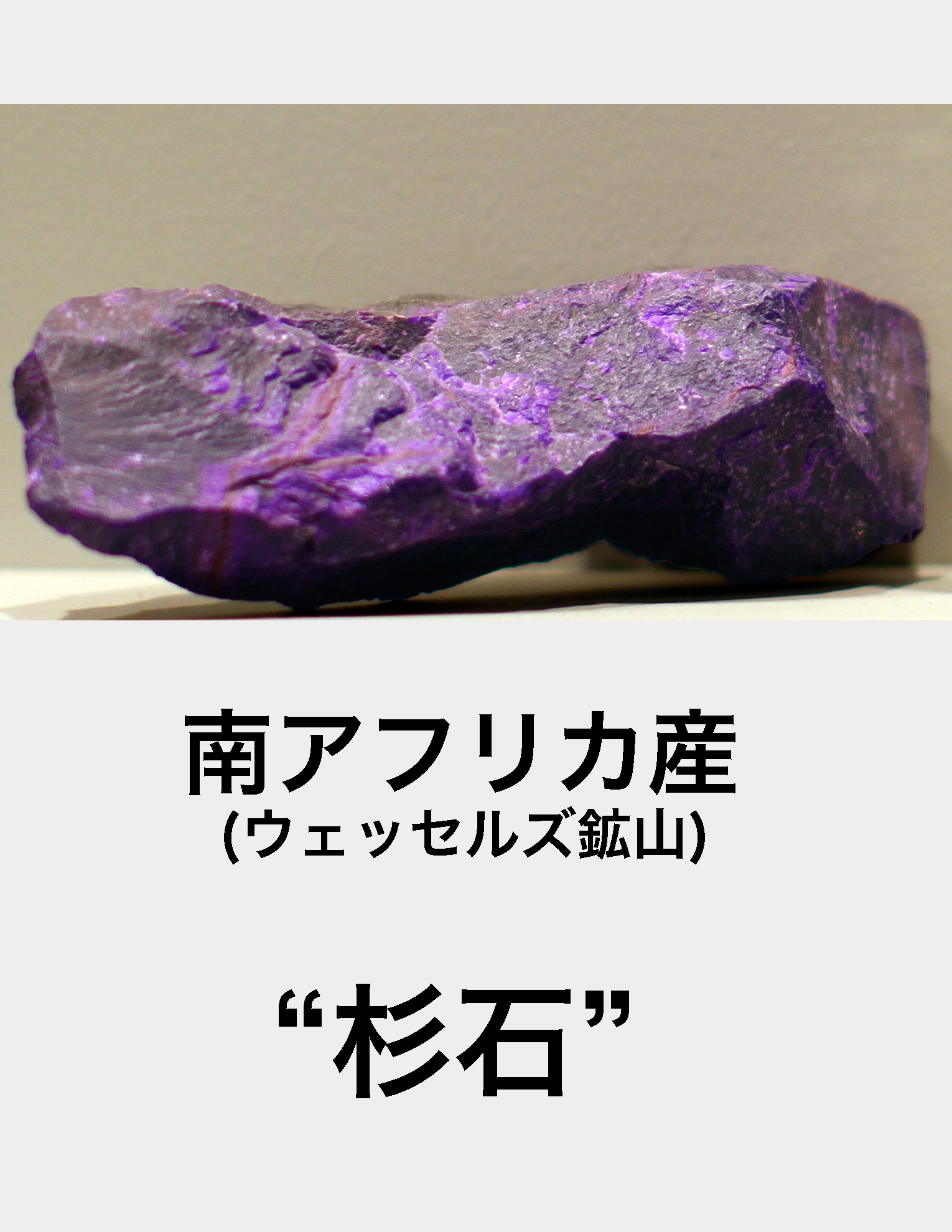
ローヤルアゼール所蔵 (1978年〜1980年)
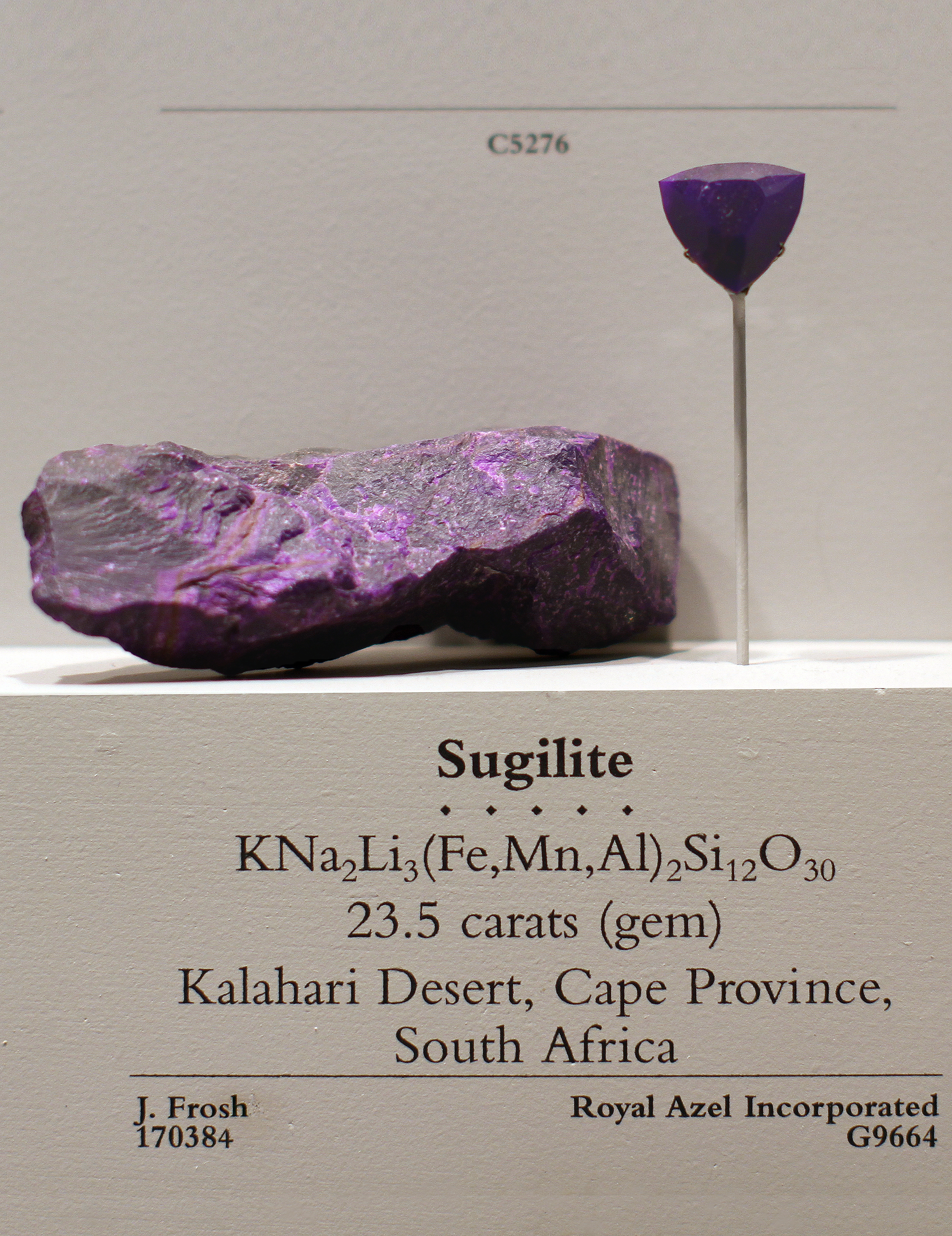
スミソニアン博物館 ミネラルホール所蔵
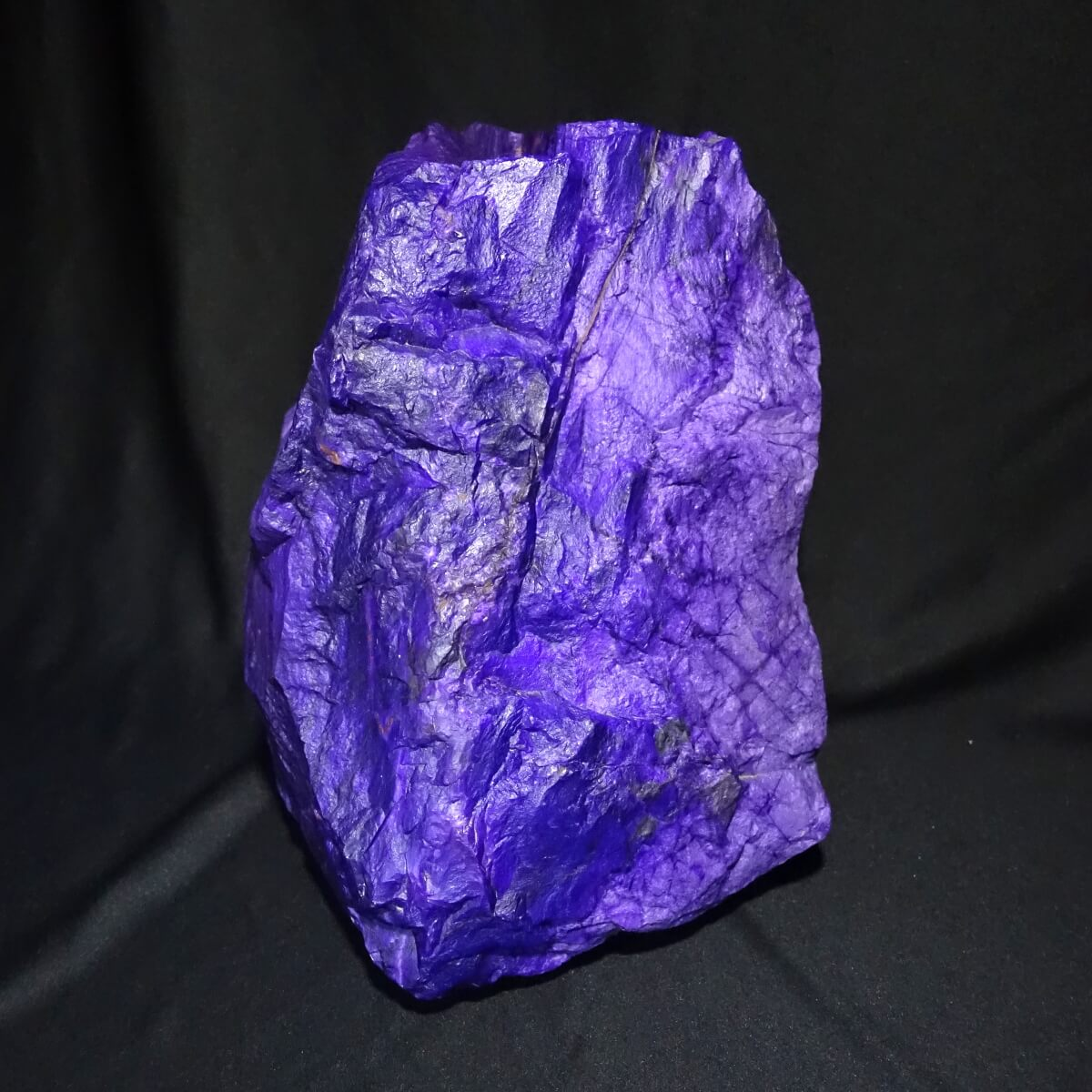
ローヤルアゼールの象徴。歴史的スギライト

## サイド・ストーリー
村上允英らと共に岩城島産の杉石を報告した広渡文利は、1965年に古宮鉱山で黒色のブラウン鉱の隙間を埋める鮮やかな紫色鉱物を発見していた。その時は成分を特定できなかったが、杉石が新種記載された後の1981年になって、ようやく杉石と判明した。
記載者の村上允英は1983年に櫻井賞を受賞し、1994年に地質学貢献と杉石の命名により、勲三等旭日中綬章受章・正四位に叙せられる。
南アフリカ・ウェッセルズ鉱山の紫色の杉石は1978年に発見され、当初はソグド石と誤認され、後に杉石と判明した。その後、杉石の最初の発見地である岩城島でもソグド石は発見されている。